# 間性

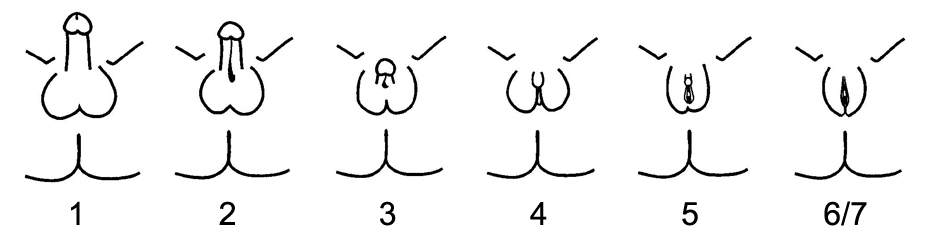
キグレイ尺度は、外性器の分化度を表す指標である。

間性（かんせい、英語: intersex）とは、雌雄異体の生物において、性別に関する遺伝子が雌雄中間の形質を示しており、かつ、それが全身一様に広がっている、肉体的な障害のことである。遺伝的構成が異なる細胞がモザイク状態で、雌雄の特徴を持つ部分が区分されている「雌雄モザイク」とは異なる状態である。ヒトの場合、雌雄モザイク状態と間性状態を含めて性分化疾患と称することがある。

## 概説
間性は一次・二次・三次性徴のいずれでも起きる。遺伝的性決定における性染色体の比率が正常個体と異なる場合などで観察される。一例として、ショウジョウバエやスイバは、X染色体/常染色体のセットの比率 (X/A) が1.0 > X/A > 0.5の場合に間性を示す。哺乳類のX染色体数の異状によって起こるターナー症候群 (XO) やクラインフェルター症候群 (XXY, XXXY……) も間性状態を示すことがある。
間性のうち、雄の形質を強く示すものを雄間性 (male intersex)、雌の形質を強く示すものを雌間性 (female intersex)と区別することもある。
イスラム教国、スンニ派においては、性適合手術自体も宗教的に禁止されている。ただし、間性の者に対する場合のみ許可されている。